# LIFE is...
『LIFE is...』（ライフ・イズ...）は、平井堅通算5枚目のスタジオ・アルバム。2003年1月22日発売。発売元はDefSTAR RECORDS。

## 解説
リミックス・アルバム『Kh re-mixed up 1』を挟んで約1年半ぶりに発売された、シングル4曲、カップリング2曲を収録したオリジナル・アルバム。
2002年に発売された、方向性が多種多様な全4枚のシングルA面曲がすべて収録されており、2003年のオリコンアルバムランキングでは第10位にランクインした。
アルバム・タイトル曲「LIFE is...」がリテイク・ヴァージョンでリカットされた。本作では伴奏がピアノのみのアレンジであるが、シングル盤は別アレンジでタイトルに「～another story～」が付く。カップリング曲に「Come Back」のリミックスが収録された。
本アルバム発売後には、連動したコンサート・ツアーが開催され、その模様はBS-i（現BS-TBS）でテレビ放送されている。なお、DVD商品としては一般発売されていない。
現在発売されているオリジナル・アルバムの中では、唯一平井本人の姿がジャケット写真に映っていない（平井を形どった絵が使用されている）。歌詞カードはブック型でなく、横に広がる折りたたみ式（CDトレイ下に唯一、本人のポートレートが掲載されている）。
ミュージック・ビデオ集『Ken Hirai Films Vol.5』と同時発売された。連動特典として、抽選で "平井堅スペシャルGoods" が当たる応募件付。

## 収録曲
1. Strawberry Sex（4:26）
  - 作詞：多田琢・平井堅　作曲：中野雅仁・平井堅　編曲：中野雅仁　ホーンアレンジ：中野雅仁・金子隆博
  - 本田技研工業 『That's』 コマーシャルソング
2. REVOLVER（3:39）
  - 作詞：平井堅・Sean Garren　作曲：T.KURA・Sean Garren　編曲：T.KURA
  - アルバムに連動したコンサートでは、セットリストの1曲目を飾った。
3. ex-girlfriend（4:13）
  - 作詞：平井堅　作曲・編曲：村山晋一郎　コーラスアレンジ：平井堅、村山晋一郎
  - 15thシングル「Strawberry Sex」（2002.5.22）のカップリング曲。
4. Ring（5:15）
  - 作詞・作曲：平井堅　編曲：冨田恵一
  - 日本テレビ系ドラマ『サイコドクター』エンディングテーマ
  - オリコンのシングル・チャートで、平井が作詞・作曲した楽曲で初の1位を獲得した。
5. Come Back（4:20）
  - 作詞：平井堅・Angie Irons　作曲：T.KURA・Angie Irons　編曲：T.KURA
  - 18thシングル「LIFE is... 〜another story〜」カップリング曲にリミックスが収録された。
6. somebody's girl（4:44）
  - 作詞：藤林聖子　作曲・編曲：URU
  - 17thシングル「Ring」（2002.11.7）のカップリング曲。AIがラップで参加。
7. I'm so drunk（3:40）
  - 作詞：平井堅　作曲・編曲：AKIRA
  - 合コンに対する憧れなどの本人曰く「妄想」と、自分自身の想い出をミックスさせて作った曲[2]。
8. Missin' you 〜It will break my heart〜（4:47）[3]
  - 作詞：平井堅　作曲・編曲：Babyface
  - 米国の音楽プロデューサー、ベイビーフェイスとのコラボレーション。
9. 世界で一番君が好き?（5:27）
  - 作詞：多田琢　作曲・編曲：クリヤ・マコト
10. メモリーズ（4:29）
  - 作詞・作曲：平井堅・鈴木大　編曲：MATALLY　ボーカル・コーラスアレンジ：MATALLY、鈴木大　ストリングスアレンジ：MATALLY、四家卯大
  - タイトルを「フォトグラフ」にするか迷った、と語られている楽曲[4]。
11. LIFE is...（4:28）
  - 作詞・作曲：平井堅　編曲：鈴木大
  - 任天堂『ファイアーエムブレム 烈火の剣』コマーシャルソング
  - 後にアレンジされ、18thシングル『LIFE is... 〜another story〜』としてシングル・カットされた。
12. 大きな古時計（4:46）
  - 作詞・作曲：Henry Clay Work　日本語詞：保富康午　編曲：亀田誠治
  - 第53回NHK紅白歌合戦 歌唱曲[5]。
  - コンセプト・アルバム『Ken's Bar』（2003.12.10）では、矢野顕子が参加した。

## 演奏
- 平井堅
  - Vocal
  - Background Vocals (#8)
- 中野雅仁：Keyboards, Synthesizers, Programming (#1)
- 福原将宜：Guitar (#1)
- 金子隆博：Tenor Sax (#1)
- 織田浩司：Alto Sax (#1)
- 河合わかば：Trombone (#1)
- 小林太、下神竜哉：Trumpet (#1)
- 山口とも：Tambourine, Flexatone (#1)
- Sean Garren：Speak (#2)
- T.KURA：All Instruments (#2.5)
- 石成正人：Guitar (#3.10)
- 冨田恵一：Instruments, Treatments (#4)
- 金原千恵子ストリングス：Strings (#4)
- 山本拓夫：Flutes, Bass Clarinet (#4)
- 朝川朋之：Harp (#4)
- Al：Rap (#5)
- 丸山史朗：Guitar (#5)
- ベイビーフェイス：Drums & Keyboard Programming, Acoustic Guitar, Electric Guitar, Background Vocals (#8)
- ネイザン・イースト：Bass (#8)
- グレッグ・フィリンゲインズ：Piano (#8)
- マイケル・トンプソン：Electric Guitar (#8)
- 伊丹正博：Guitar (#9)
- 納浩一：Bass (#9)
- 松山修：Drums (#9)
- クリヤ・マコト：Piano (#9)
- katokunnlee (MATALLY)：Instruments, Treatments (#10)
- 菱山正太：Piano (#10)
- 四家卯大ストリングス：Strings (#10)
- 鈴木大：Piano (#11)
- 中山信彦：Programming (#12)
- 古川昌義：Acoustic Guitar (#12)
- 柏木広樹：Cello (#12)

## 関連作品
- Strawberry Sex

シングル「Ring」カップリング曲（Sweet Mix）
Ken Hirai 10th Anniversary Complete Single Collection '95-'05 歌バカ
- ex-girlfriend

シングル「Strawberry Sex」カップリング曲
- Ring

Ken Hirai 10th Anniversary Complete Single Collection '95-'05 歌バカ
- Come Back

シングル「LIFE is... 〜another story〜」カップリング曲（FILUR Deep Down & Law Remix）
- sombody's girl

シングル「Ring」カップリング曲
- Missin' you ～It will break my heart～

シングル「Strawberry Sex」カップリング曲（remix asended）
Ken Hirai 10th Anniversary Complete Single Collection '95-'05 歌バカ
- LIFE is...

Ken Hirai 10th Anniversary Complete Single Collection '95-'05 歌バカ（another story）
- 大きな古時計

Ken's Bar（Coraboration with Akiko Yano）
Ken Hirai 10th Anniversary Complete Single Collection '95-'05 歌バカ